# Avanti! (kammarorkester)
Avanti! är en finländsk kammarorkester som grundades 1983 i Helsingfors av kapellmästarna Esa-Pekka Salonen och Jukka-Pekka Saraste.
Avanti! utgick ifrån att musiken, inte institutionen, är det viktiga i sammanhanget. Avanti! kan därför skifta sammansättning från konsert till konsert. Orkestern har haft ambitionen att presentera mindre spelad musik för kammarorkester, bland annat av utländska tonsättare. Den erhöll 1993 kontors- och övningslokaler i Kabelfabriken och uppträder allt oftare i Helsingfors under ledning av ledande dirigenter. Konstnärlig ledare är klarinettisten Kari Kriikku. Avanti! har sedan 1987 arrangerat en sommarfestival i Borgå, där publiken har kunnat avnjuta ett tvärsnitt av dess repertoar. Flertalet av orkesternas medlemmar är engagerade i ordinära symfoniorkestrar.